# Matías Stevanato
José Matías Stevanato (Maipú, Mendoza, 1981) es un político argentino. Actualmente, se desempeña como intendente del departamento de Maipú, en la provincia de Mendoza.

## Carrera política
Stevanato, de inclinación peronista, ha participado activamente en la política desde muy joven. Fue durante un tiempo Secretario General de la Juventud Peronista. Luego, en 2007, militó en la campaña a favor de Celso Jaque para ser elegido gobernador de Mendoza.
En el año 2011 fue elegido senador provincial por el Partido Justicialista. En su labor como legislador provincial, se destacó por haber rechazado la 'Guía de aborto no punible' en Mendoza, a cambio, propuso que las mujeres embarazadas producto de una violación cobrasen una suma de dinero de por vida.
En 2018, Stevanato se convirtió en Jefe de Gabinete de Maipú. Ese mismo año, sería elegido por el entonces intendente de Maipú, Alejandro Bermejo, como su sucesor en las elecciones del próximo año. El 29 de septiembre de 2019, Stevanato se impuso como nuevo intendente municipal por el Frente Elegí, con el 46.19% de los votos, asumiendo en el cargo el 6 de diciembre de ese año.